# کوئیت من (آرکانزاس)
کوئیت من (آرکانزاس) (به انگلیسی: Quitman, Arkansas) یک شهر در ایالات متحده آمریکا با جمعیت ۷۱۴ نفر است که در آرکانزاس واقع شده‌است.

## موقعیت جغرافیایی
موقعیت جغرافیایی شهرها و مناطق اطراف به شرح زیر است: